# Kazanga
Kazanga est une commune rurale située dans le département de Bindé de la province du Zoundwéogo dans la région du Centre-Sud au Burkina Faso.

## Géographie
Kazanga est situé à 5 km à l'est de Bindé et à 6 km au nord de Manga.

## Économie
L'essentiel de l'économie du village repose sur l'agriculture facilité par l'irrigation permise par le barrage de retenu situé à un kilomètre du centre de Kazanga.

## Santé et éducation
Le centre de soins le plus proche de Kazanga est le centre de santé et de promotion sociale (CSPS) de Bindé tandis que le centre médical (CMA) le plus proche se trouve à Manga.